# 주머니성게과

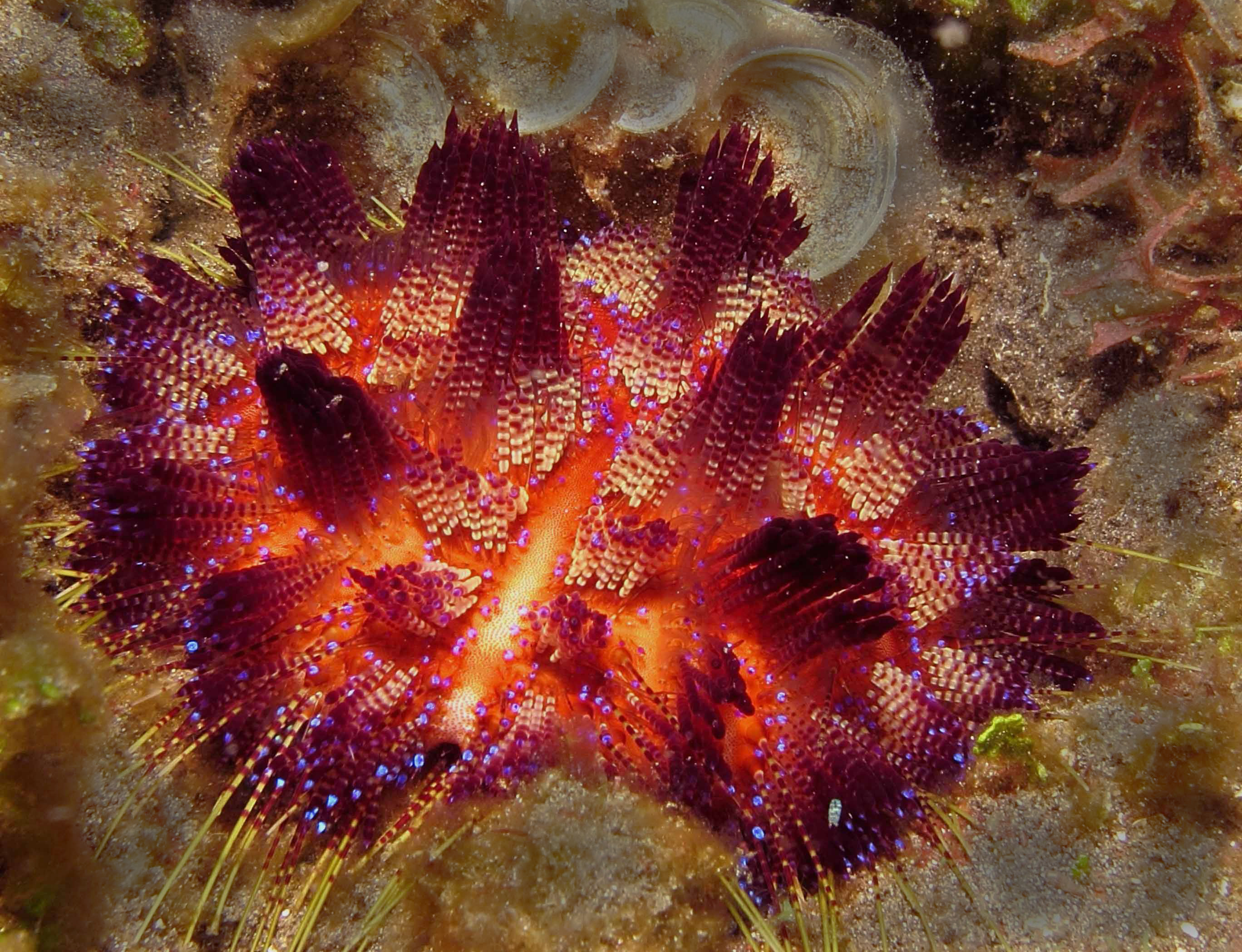
Asthenosoma varium

주머니성게과(Echinothuriidae)는 대부분이 깊은 바다에 살고 껍데기의 지름은 10-30cm이고, 높이는 2-4cm이다. 이들은 각판(殼板)이 많아서 간보대(間步帶)에는 세로로 35-60개, 보대판(步帶板)에는 70-120개 이상이 있으며 각판의 결합이 단단하지 않으므로 각 전체가 유연하여 마치 주머니와 같으며 몸을 변형시킬 수가 있다. 가시는 관 모양으로 가늘며 등면의 가시에는 독선(毒腺)이 있다.

## 학명
- 이지마주머니성게는 학명이 Asthenosoma ijimai 로서 일본 남부에서 말레이시아 등지에 분포하며 수심 20-120m에 산다.
- 가는주머니성게는 학명이 Tromikosoma tenue 로서 수심 3,700m보다 더 깊은 곳에 사는 것도 있다.
- 긴침주머니성게는 학명이 Calveriosoma gracile 로서 껍데기 지름이 약 13cm로 껍데기의 빛깔은 붉은 주황색이다.
- 발굽주머니성게는 학명이 Hygrosoma hoplacantha 로서 껍데기의 지름이 약 20cm로 큰 편이다.
- 큰주머니성게는 학명이 Sperosoma giganteum 로서 성게류 중에서 최대의 크기로 껍데기 지름이 30cm 이상이다.